# Pongeiella falca
Pongeiella falca är en urinsektsart som först beskrevs av Christiansen och Bellinger 1980.  Pongeiella falca ingår i släktet Pongeiella, och familjen blekhoppstjärtar. Arten är reproducerande i Sverige.